# Cú Connacht Ua Dálaigh
Cú Connacht Ua Dálaigh (conocido también como Cu Chonnacht na Sgoile, Mide, ? - Meath, 1139) fue un poeta irlandés.
Cú Connacht era un miembro de la familia bárdica Ó Dálaigh, originaria del Condado de Westmeath. Ramas de la familia se asentarían en las cuatro provincias de Irlanda, siendo Aonghus Ó Dálaigh su nieto; se le atribuye el primer uso registrado del nombre Ó Dálaigh.
Murió en el monasterio de Clonard en 1139. Los Anales irlandeses lo catalogan como «el primer ollamh de la poesía en toda Irlanda» Afirma, además, que «era de Leacain» en Reino de Mide.